# Теразије (роман)
Теразије је роман југословенског и српског писца Бошка Токина, објављен 1932. године у Београду. Представља једно од значајнијих сведочанстава о Београду између два рата и сматра се првим српским модерним романом. Објавио га је чувени српски књижар и издавач тог времена Геца Кон.

## О роману
У роману Теразије Бошко Токин представља међуратни Београд у низу готово кинематографских слика. Језик којим је писан је, како га описује Светлана Слапшак у поговору репринта из 1988. године, „језик новинске репортаже, површног описа, тривијализованог језика, понављања израза у моди, но истовремено подвргнут правилима одржавања напетости читаочеве пажње”. Описујући тадашње престоничко друштво он пише о хомосексуалности, наркоманији и другим декадентним појавама, скандализујући тиме читалачку публику. Теразије се сматра првим српским модерним романом.
Особена поетика овог романа је много година касније наставила свој живот у раној прози Моме Капора, колумнама Богдана Тирнанића, романима и причама Бранка Димитријевића, Душана Прелевића и Срђана Ваљаревића, као и у филмовима београдске филмске школе, а која се касније могла препознати и у другом облику, на албумима Оливера Мандића, Идола и Дисциплине кичме.
О овом роману књижевница и новинарка Светлана Слапшак каже: „Роман Бошка Токина тешко може бити представљен као заборављена или неправедно запостављена вредност. Још увек је могућно, ипак, представити га као упадљив знак и можда као особен тематски и жанровски новитет, или бар као одблесак оних захтева које је аутор имао којих десетак година раније. Теразије јесу збир на посебан начин организованих података о Београду после Првог светског рата, и премда интерес иде пре свега ономе како су ти подаци организовани, не може им се порећи колорит, чар препознавања – и, коначно, несумњива носталгија коју тај аспект читања дела пружа.”

## Радња романа
Документаристичка прецизност и усмереност приповедања на просторно-временске односе Београда после Првог светског рата, сврставају овај роман у жанр боравишне прозе. Проблеми којима се писац бави у роману тичу се менталитета, идентитета, односа центра и периферије и социјалне подвојености, чиме писац преузима на себе улогу истраживача града, а феномени којима се бави у основи могу да представљају резултате антрополошког истраживања са наглашеним ауторским углом посматрања.
У свом роману Токин бележи варљив успон српске грађанске класе и буру који је тај успон изазвао у животу престонице. Он описује сурове економске поделе, незадржив продор медиокритета, удар првобитне акумулације капитала и урбанистички хаос. У том смислу Београд назива „недовршеном симфонијом”. Надахнуто приказује важно доба у којем Београд прераста у метрополу, уз детаљни приказ стасавања популарне и више културе у њему, уз јетке приказе тадашњег раскалашног живота главног града. Описује разапетост између Истока и Запада, традиције и модерности, велеграда и паланке. Поред друштвеног и културног полета, нагли развој града оптерећен је социјалном и моралном декаденцијом.
У предговору за издање из 2015. године књижевник Драган Великић о роману Теразије каже: „Многи критичари сматрају “Теразије” првим модерним романом у српској књижевности. Ма колико такве одреднице биле релативне и бесмислене (уосталом, сваке године нас критичари упозоравају на ремек-дела која једва добаце до краја текуће сезоне), онај најпоузданији судија – време, одавно је дао зелено светло Токиновом роману. Осам деценија након настанка, “Теразије” су роман у коме налазимо и овај наш, данашњи Београд, град којим жаре и пале ратни профитери. Током последњих четврт века стасала је читава једна класа (да не кажемо раса) криминалаца, од свакојаког башибозука до сивих еминенција које креирају политику, наводно, суверене државе. Све време током читања “Теразија” лебди питање: зар се баш ништа није променило у односу на Токиново време, сем што је Београд израстао у милионску метрополу, и по трећи пут током једног века понео одредницу послератни град?”

### Главни ликови
У роману Теразије, кроз ликове новинара Ђорђа и политичара Симе, аутор на духовит и динамичан начин даје пресек београдских парадокса, актуелних и данас.
Главни јунак и наратор романа је Ђорђе Ђурић, Токинов алтер его, човек високих моралних и духовних квалитета, Ффилозоф, песник и посматрач. Он је са српском војском прошао голготу Првог светског рата, а потом као рањеник, ослобођен војне дужности, доспео у Париз где се уписује на Сорбону. По завршетку рата враћа се у Београд и почиње да ради као новинар локалног листа. Надахнут Ничеовом филозофијом, уметношћу и спортом, Ђорђе Ђурић, не баш претерано сналажљив у реалном свету, пише о Београду и посматра развој једне балканске касабе која покушава да се преобрази у европску варош. Ђурићев Београд је „получаршијски, полумонденски, примитиван, декоративан, динамичан, византијски, рафиниран, неморалан, закулисан, бруталан, темпераментан, немилосрдан, пијан, привлачан, безобзиран, фамилијаран, хипермодеран и анахроничан. Бесан и бедан у исти мах. Џунгла. Фар Вест. Царство комита и адвоката. Постојбина патентираних патриота, лажних великих људи, снобова, спекуланата, политичара које нико није волео а цео свет трпео...“ Ђорђе Ђурић (односно Бошко Токин) „волео је Београд као уметник. Волео је Београд као могућност, а не као стварност.“

### Одломак из романа
| „ | У општој вртоглавици Београд без идеала, без друштвеног морала, Београд нових кућа, реке аутомобила, уз бесну музику џеза, погледе елегантних и нашминканих жена, расних и по спољашности најсуптилнијих појава, Београд је играо опасну игру. Хазардерски. Коцкарски. Ставио је на коцку основне црте нације, темеље. Будућност... | ” |

## Издања
Роман Теразије први пут је објављен 1932. године у издању књижаре Геца Кон. С обзиром да је Токин припадао генерацији авангардиста и зенитиста који су стварали у двадесетим и тридесетим година 20. века, у Титовој Југославији за њихово признање и вредновање није било места. Тек 1988. године, после више од педесет година, издавачка кућа Дечје новине из Горњег Милановца објавила је друго, фототипско издање. До следећег издања прошло је више од 20 година, да би 2015. године чак две издавачке куће, Златно руно и Ултиматум, поново објавиле овај роман.

## Адаптације
Године 2016. на Другом програму Радио Београда премијерно је изведена радијска адаптација романа Теразије. Ова радио-драма представља колажну структуру са елементима авангардних поетика и есеја. Драматуршки ју је уобличио Владимир Коларић, режирао Зоран Рангелов, а улоге тумаче Бранислав Платиша, Раде Миљанић, Слободан Бештић и Андреј Шепетковски.